# The Gamer
Pour les articles homonymes, voir Gamer (homonymie).
The Gamer (더 게이머, Deo Geimeo) est un webtoon édité et hébergé par Naver. L'histoire se déroule dans la Corée du Sud contemporaine, et n'introduit initialement rien qui ne sort de l'ordinaire. Lorsque le protagoniste principal, Han Ji-Han, remarque une boîte de dialogue devant lui, comme dans un jeu vidéo, il comprend qu'il est devenu un personnage de jeu vidéo. Des événements surnaturels commencent alors à se produire.

## Résumé
Han Jee-Han est un lycéen normal ayant développé une capacité spéciale qui lui permet de vivre comme si le monde autour de lui était un jeu, appelé «The Gamer». Il remarque qu'en augmentant son niveau, il peut augmenter ses statistiques et améliorer son corps et son esprit, entre autres choses. Un jour après avoir remarqué qu'il peut également augmenter ses statistiques à travers l'entraînement (après avoir étudié pour augmenter son intelligence), il glisse accidentellement dans une zone de combat réservée à ceux qui ont un lien avec les Abysses, leur monde caché. Il assiste à une bataille entre Kwon Shi-Yun et Hwan Sung-Gon, s'y impliquant aussi. À l'issue de ce combat, Kwon Shi-Yun l’approche pour l'interroger sur son identité.
Han Jee-Han commence à réaliser qu'il doit s'entraîner pour s'assurer d'être en sécurité dans l'éventualité où il serait de nouveau pris dans un combat. Il entraîne alors sa capacité de combat avec des objets contondants (une batte de Baseball en premier lieu). Sur le chemin du retour, il s’introduit accidentellement dans une autre zone de combat et se fraie un chemin à travers les zombies (dont il découvre plus tard qu'ils sont en réalité une accumulation d'âmes collectionnées par Hwan Sung-Gon). Il se rend compte alors qu'il a besoin de parler à son ami, Shin Sun-Il. Jee-Han suppose que Sun-Il fait partie de ce monde en raison de son niveau incroyablement plus élevé que tout le monde autour de lui, et son hypothèse s’avére correcte quand Sun-Il devient menaçant, ne sachant pas que Jee-Han fait maintenant partie de ce monde.
L'histoire continue, Han Jee-Han décide de rester dans le monde des Abysses, le mettant dans de nombreuses situations dangereuses alors qu'il devient plus fort pour se protéger et protéger son entourage.

## Personnages
Han Jee-Han
Han Jihan (한지한, Hanjihan) acquiert la "capacité du joueur". Cette capacité lui permet d'évoluer à la manière d'un personnage de jeu vidéo RPG. Avec, par exemple, des niveaux et des compétences. Cependant, il découvre un monde complètement nouveau (Les Abysses) duquel les êtres humains ordinaires sont inconscients. Les Abysses ou cohabitent entités et civilisations mythologiques, magie, sorcellerie et culturistes, sont très inquiétants et effrayants, comparables à la sous-culture mafieuse ou à d'autres organisations secrètes crapuleuses.
Shin Sun-Il
Shin Sun-Il (신선일, Sinseon-il) est l'ami d'enfance de Han Jee-Han et fréquente le même lycée que lui. Il est le premier à découvrir la nouvelle capacité du joueur de Jee-Han, et introduit également Jee-Han au clan Chunbumoon. Sun-Il était initialement un peu plus fort que Jee-Han en termes de niveaux.
Kwon Shi-Yun
Kwon Shi-Yun (권시연, Gwonsiyeon) est une lycéenne qui a été transférée dans la classe de seconde année 8. Elle est également une utilisatrice de la capacité et est originaire du Yunhonmoon, le clan qui est normalement ennemi du Chunbonmoon mais qui s'y allie actuellement.
Hwan Sung-Ah
Hwan Sung-Ah (환성아, Hwanseong-a) est aussi une étudiante en transfert à l'école secondaire de Jee-Han, un moment après le transfert de Shi-Yun. Elle devint proche de Jee-Han, qui tente de la guérir d'une maladie étrange, grâce à sa nouvelle capacité, la guérison de l'âme Yunhon.

## Liste des chapitres
| Arc | Chapitres | Titre                                                                                     |
| --- | --------- | ----------------------------------------------------------------------------------------- |
| 1   | 1-4       | La quête au-dessus de ma tête                                                             |
| 2   | 5-8       | Il est temps de s'entraîner                                                               |
| 3   | 12-14     | J'ai monté de niveau                                                                      |
| 4   | 15-16     | Criez mon nom !                                                                           |
| 5   | 17-19     | J'ai besoin de plus de compétences !                                                      |
| 6   | 17-19     | Trouvons un groupe                                                                        |
| 7   | 20-22     | Passez à la vitesse supérieure                                                            |
| 8   | 23-24     | Les décisions sages nécessitent des connaissances                                         |
| 9   | 25-28     | Ce n'est que par l'effort que vous gagnerez le courage de marcher sur votre propre chemin |

La notion d'arc a été abolie à partir du chapitre 29. Les chapitres sont actuellement regroupés en cinq saisons.
| Numéro | Chapitres | Titre                |
| ------ | --------- | -------------------- |
| 1      | 1-86      | Le joueur - Saison 1 |
| 2      | 87-123    | Le joueur - Saison 2 |
| 3      | 124-195   | Le joueur - Saison 3 |
| 4      | 196-349   | Le joueur - Saison 4 |
| 5      | 350-431   | Le joueur - Saison 5 |
| 6      | 432-466   | Le joueur - Saison 6 |
| 7      | 467-511   | Le joueur - Saison 7 |

Au 1er septembre 2023, The Gamer compte 478 chapitres disponible sur Naver.
The Gamer se clôture avec le 511ème chapitre. 

## Traductions anglaises
Alors que Naver a commencé à rendre le contenu Web disponible dans le monde entier en 2014, de nombreux webtoons, dont The Gamer , ont obtenu des traductions officielles en anglais. Hankook Ilbo a cité The Gamer comme un exemple de webtoon qui présente la culture coréenne au public anglophone.  Avec Tower of God et Girls of the Wild's , The Gamer fait partie des webtoons officiels traduits en anglais les plus populaires en 2018 (à côté de Tales of Demons And Gods en général).

## Traductions française
The Gamer bénéficie également d'une traduction officiel en français depuis janvier 2020, sur la plateforme Webtoon. Une version papier de l'œuvre en français est annoncée aux éditions Kbooks pour mai 2023.